# سيلاس (شيفرة دافنتشي)
سيلاس هو شخصية خيالية ظهرت في رواية دان براون الشهيرة الصادرة عام 2003 شيفرة دافنتشي وفي الفيلم المعتمد عليها الذي تم إنتاجه عام 2006. جسد شخصيته على الشاشة كبيرا الممثل بول بيتاني Paul Bettany وجسدها في مرحلة الطفولة هيو ميتشل Hugh Mitchell. هو راهب شاحب البشرة من النوع الذي يسمونه عدو الشمس "البينو"، وهو عضو في منظمة كاثوليكية اسمها أوبوس داي Opus Dei، يمارس سيلاس أنواع عديدة من التعذيب الذاتي التطهري، فهو يشاهد وهو يعذب نفسه بالخطاطيف المعدنية ويجلد نفسه خلال أحداث الخط الدرامي للقصة.. يبلغ من العمر حوالي اربعين عاما.